# Chapelle Saint-Léonard du Coudray
Pour les articles homonymes, voir Chapelle Saint-Léonard.
La chapelle Saint-Léonard du Coudray se situe dans la commune de Maule, au lieudit du Coudray, dans les Yvelines en France.
Elle est édifiée sur le plateau d'Andelu, terres agricoles aux alentours de Thoiry. On peut y accéder par la route départementale 45 en venant d'Orgeval ou de Thoiry.

## Histoire
- La chapelle est érigée en 1118, par Robert de Maule, alors revenu des croisades et ayant fait vœu de servir le seigneur en lui construisant une chapelle sur ses terres.
- 1119 : elle est bénite par le prêtre de Maule.
- 9 mai 1154 : consacrée par l'évêque de Chartres.
- 1233 : la chapelle passe sous les ordres de l'abbaye de Joyenval.
- 1240 : Le fils de Robert de Maule, Barthélemi, seigneur et chevalier d'Andelu, devient moine de l'abbaye de Joyenval et reçoit la responsabilité de la chapelle.
- 1254 : Cession de Saint-Léonard aux moines de Clairefontaine.
- 1482 : C'est l'abbaye d'Abbecourt qui en bénéficie.
- 1885 : Restauration de l'édifice par Casimir Guibourg.